# لاري راموس
لاري راموس (بالإنجليزية: Larry Ramos)‏ هو مغني أمريكي، ولد في 19 أبريل 1942 في Waimea, Kauai County, Hawaii ‏ في الولايات المتحدة، وتوفي في 30 أبريل 2014 في كلاركستون في الولايات المتحدة بسبب ورم ميلانيني.